# کردنشین
کردنشین، روستایی است از توابع بخش مرکزی شهرستان خوی استان آذربایجان غربی ایران.

## جمعیت
این روستا در دهستان گوهران قرار داشته و براساس سرشماری مرکز آمار ایران در سال ۱۳۹۵، جمعیت این روستا برابر با ۵۲۷ نفر (۱۵۷ خانوار) بوده‌است. 
عمده‌ترین محصولات کشاورزی تولید این روستا که درمنطقه شهرت زیادی دارد تخم کدوی گوشتی - تخم کدوی قلمی - تخم آفتاب گردان آجیلی است